# オキチモズク属
オキチモズク属（オキチモズクぞく、学名:Nemalionopsis）は、チスジノリ目チスジノリ科の属の1つ。淡水産の紅藻であり、2種1品種が知られているが、属内の種分類については複数の異論も出されている。基準種（タイプ種）はNemalionopsis shawiiである。

## 特徴
藻体はひも状で、髄層部と、それを取り巻く同化糸からなる皮層部からなる。粘性に富み、多数に分枝する。有性生殖の器官は長らく知られていなかったが、属内の1種オキチモズクでは存在が確認された。ただし、有性生殖を行う時期等は明らかになっておらず、主に無性生殖で繁殖すると考えられている。
同じチスジノリ科に属するチスジノリ属と類似するが、本属では同化糸が末端部で分岐して先端に単胞子を形成するのに対して、チスジノリ属では同化糸が基部で疎らに分岐して同化糸の基部に果胞子を形成する点で異なる。

## 分類

### 種
オキチモズク属には以下の2種1品種が知られている。
- オキチモズク属 Nemalionopsis
  - Nemalionopsis shawii
    - (Nemalionopsis shawii forma caloriniana) - Nemalionopsis shawii の1品種

  - オキチモズク Nemalionopsis tortuosa

### 分類に対する異論
N. shawii とオキチモズクの違いは、藻体の全長がN. shawii は約6.5センチメートル程度であるのに対してオキチモズクは約40センチメートルまで成長すること、分枝がN. shawii では少なくオキチモズクでは多いこと、藻体がN. shawii ではあまり屈曲しないのに対してオキチモズクでは屈曲することとされたが、オキチモズクはN. shawii の品種レベルでの違いに過ぎないとする見解も早い段階から出されていた。この見解を支持する立場から、1979年（昭和54年）にアメリカノースカロライナ州の河川で発見されたオキチモズク属の紅藻はN. shawii の1品種N. shawii f. caloriniana として報告された。
これに対して、1993年（平成5年）にRobert G. Sheathらは各種標本を用いて形態形質や計数形態形質による分枝分類学的解析を行い、N. shawii f. caloriniana についてはオキチモズクの同物異名であり、N. shawii とオキチモズクは別種であると結論付けた。一方、2002年（平成14年）にはMartin K. MüllerらがN. shawii f. caloriniana とオキチモズクを用いて遺伝子塩基配列による分子遺伝学的形態解析を行い、18S rRNAとrbcL遺伝子の塩基の総和あたり2.88%相違があると報告した。これはN. shawii f. caloriniana とオキチモズクが別種であることを示唆するものであり、Sheathらの分枝分類学的解析と矛盾する結果となった。
さらに、2008年（平成20年）には須田彰一郎らが沖縄県内で採取したオキチモズク属の藻体を用いた形態観察と形態学的計数形質を計測して文献との比較を行った結果として、N. shawii とオキチモズクの明瞭な違いと考えられていた同化糸の長さをはじめ、他の形態形質でもN. shawii とオキチモズクの中間的な形質を示したことが報告された。
このように、オキチモズク属の種分類については混乱があり、確定させるために各種標本等のさらなる解析の必要性が指摘されている。

## 分布
基準種であるN. shawii は、フィリピンのルソン島バターン州がタイプ産地であり、現在までタイプ産地以外では確認されていない。N. shawii f. caloriniana は、アメリカのノースカロライナ州ウェイク郡で確認されている。
オキチモズクは、日本の愛媛県東温市のお吉泉で初めて確認され、長崎県雲仙市の土黒川でチスジノリと鑑定されて1924年（大正13年）に「チスジノリ発生地」として天然記念物に指定されていた紅藻がオキチモズクであったことが明らかになった。その後、福岡県、熊本県、鹿児島県、沖縄県でも確認され、四国・九州・沖縄で計20数か所で発生が知られている。ただし、発生がみられなくなったところも多い。オキチモズクは長らく日本固有種と考えられていたが、台湾での生育が確認されている。また、お吉泉が北限とされていたが、2013年（平成25年）に東京都立川市で発生が確認されている。